# SLC22A24
SLC22A24‏ (Solute carrier family 22 member 24) هوَ بروتين يُشَفر بواسطة جين SLC22A24 في الإنسان.

## الوظيفة
ينتمي SLC22A24 إلى عائلة كبيرة من البروتينات عبر الغشاء التي تعمل كناقلات أحادية وناقلات متزامنة وناقلات مضادة لنقل الأيونات العضوية عبر أغشية الخلايا.